# Open Publication License
L'Open Publication License o, in breve, OPL è una licenza usata per creare delle pubblicazioni libere ed aperte creata dall'Open Content Project.  La licenza è generalmente dedicata agli accademici, ad ogni modo qualche artista l'ha trovata adatta per le proprie opere secondo i propri gusti. L'OPL è oramai defunta e gli stessi creatori di questa licenza suggeriscono vivamente di non utilizzarla. Le valide alternative (ora in ampio utilizzo da parte di milioni di persone e centinaia di progetti) includono le licenze Creative Commons e la GNU Free Documentation License.